# Skuespillerinde (film)
Skuespillerinde (russisk: Актриса) er en sovjetisk film fra 1943 af Leonid Trauberg.

## Medvirkende
- Galina Sergejeva som Zoja Strelnikova
- Boris Babotjkin som Pjotr Markov
- Zinaida Morskaja som Agafja Lukinitjna
- Vladimir Gribkov som Anatolij Obolenskij
- Mikhail Zjarov